# Seznam armenskih fotografov
Seznam armenskih fotografov.

## G
- Eric Grigorian

## K
- Yousuf Karsh